# Clouds (Band)
Clouds ist eine 2013 von Daniel „Klepsy“ Neagoe gegründete Death-Doom-Band. Der Sänger und Multiinstrumentalist ist das einzig beständige Mitglied der Gruppe, die als Supergroup des extremen Doom Metal gewertet wird. Die Musik gilt als Melodic Death Doom, in welchem Einflüsse aus Funeral Doom und verschiedenen Stilrichtungen des Doom Metal aufgegriffen werden.

## Geschichte
Clouds wurde von Daniel „Klepsy“ Neagoe ursprünglich gegründet um ein Album zu veröffentlichen und das Projekt anschließend zu beenden. Als erste Besetzung brachten sich neben Neagoe als Gitarrist der Finne Jarno Salomaa von Shape of Despair und Rapture, als Gitarrist und Bassist der belgische Produzent Olmo „Déhà“ Lipani von Imber Luminis, SLOW, Yhdarl und Deos sowie der griechische Keyboarder Kostas Panagiotou von Pantheist, Towards Atlantis Lights, Wijlen Wij, Aphonic Threnody und Crippled Black Phoenix, ein. Hinzukommend führte Clouds die Beteiligung von Pim Blankenstein von Officium Triste und Jón Aldará Hamferð als Gastauftritte an.
Die Band entwickelte sich nach der Veröffentlichung von Doliu zu einer viel beachteten und als Supergroup wahrgenommenen Band mit stetig wechselnden Gast-, Live- und Sessionmusikern. Die Hauptverantwortung für das Texten und Songwriting behielt Neagoe fortwährend bei.
Als Grund für die Gründung sowie für die Fortführung des Projektes gibt er einen eigenen Verlust und die damit einhergehende Trauer, sowie die Annahme und Akzeptanz durch das Publikum, an.

„I guess people wanted more. And because the pain didn't stop here, I decided to continue with it all. And it will continue even after the pain is gone. Somehow both us the musicians and the people will always want to remember the reason why we keep close people in our hearts and cherish their memory.“

„Ich schätze, dass die Leute mehr wollten. Und nachdem mein Schmerz nicht verschwand beschloss ich weiterzumachen. Selbst wenn der Schmerz fort ist werd ich wohl weitermachen. Irgendwie werden beide, wir Musiker und die Menschen, uns immer damit befassen wollen, warum wir uns wichtige Menschen im Herzen halten und ihre Erinnerung bewahren.“

## Besetzung
Viele der über die Jahre beteiligten Musiker gelten als Größen des Death- und Funeral-Doom. Neben Neagoe beteiligten sich so Musiker des Schwesterprojektes Eye of Solitude ebenso an Veröffentlichungen und den internationalen Auftritten von Clouds wie Instrumentalisten und Sänger von Gruppen wie Saturnus, Swallow the Sun, Officium Triste, Hamferð, Funeral oder Witch Mountain. Die Kooperationen erklärt Negatoe als familiäre Zusammenkünfte, freundschaftliche Verbundenheit und gemeinsame emotionale und kreative Ideen. Ein kommerzieller Impetus wird von ihm hingegen negiert.
Die folgende Tabelle listet die neben Daniel „Klepsy“ Neagoe an den Veröffentlichungen von Clouds beteiligten Musiker.
| Album      | Instrument         | Person             | Bekannt mit                                                                              |
| ---------- | ------------------ | ------------------ | ---------------------------------------------------------------------------------------- |
| Doliu      | Gesang             | Pim Blankenstein   | Officium Triste                                                                          |
| Doliu      | Gesang             | Jón Aldará         | Hamferð                                                                                  |
| Doliu      | Gitarre            | Ben Ellis          | Scar Symmetry                                                                            |
| Doliu      | Gitarre            | Jarno Salomaa      | Shape of Despair, Rapture                                                                |
| Doliu      | E-Bass und Gitarre | Olmo „Déhà“ Lipani | God Eat God, Imber Luminis, SLOW, Sorta Magora, Yhdarl                                   |
| Doliu      | Keyboard           | Kostas Panagiotou  | Pantheist, Towards Atlantis Lights, Wijlen Wij, Aphonic Threnody, Crippled Black Phoenix |
| Departe    | Gesang             | Pim Blankenstein   | Officium Triste                                                                          |
| Departe    | Gesang             | Jón Aldará         | Hamferð                                                                                  |
| Departe    | Gesang             | Natalie Koskinen   | Shape of Despair, Collapse of Light                                                      |
| Departe    | Gitarre            | Mark Antoniades    | Eye of Solitude                                                                          |
| Departe    | Gitarre            | Jarno Salomaa      | Shape of Despair, Rapture                                                                |
| Departe    | E-Bass und Gitarre | Olmo „Déhà“ Lipani | God Eat God, God Enslavement, Imber Luminis, SLOW, Yhdarl                                |
| Departe    | Keyboard           | Kostas Panagiotou  | Pantheist, Towards Atlantis Lights, Wijlen Wij, Aphonic Threnody, Crippled Black Phoenix |
| Departe    | Violine            | Shaun Macgowan     | My Dying Bride                                                                           |
| Departe    | Violine            | Chris Davies       | Eye of Solitude, Sidious                                                                 |
| Departe    | Flöte              | Andrei Oltean      | Prohod                                                                                   |
| Destin     | Gesang             | Ana Carolina       | SubRosa, Mourning Sun, When Nothing Remains                                              |
| Destin     | Gesang             | Pim Blankenstein   | Officium Triste                                                                          |
| Destin     | Gesang             | Mikko Kotamäki     | Swallow the Sun                                                                          |
| Destin     | Gesang             | Mihu Ilie          | Abigail                                                                                  |
| Destin     | Gesang             | Gogo Melone        | Aeonian Sorrow                                                                           |
| Destin     | Gitarre            | Steffan Gough      | Sidious                                                                                  |
| Destin     | E-Bass             | Olmo „Déhà“ Lipani | God Eat God, God Enslavement, Imber Luminis, SLOW, Yhdarl                                |
| Destin     | Schlagzeug         | Anders Eek         | Funeral, Fallen                                                                          |
| Destin     | Violine            | Chris Davies       | Eye of Solitude, Sidious                                                                 |
| Dor        | Gesang             | Pim Blankenstein   | Officium Triste                                                                          |
| Dor        | Gesang             | Gogo Melone        | Aeonian Sorrow                                                                           |
| Dor II     | Gesang             | Kayla Dixon        | Witch Mountain                                                                           |
| Dor II     | Gesang             | Sylvaine           | Sylvaine                                                                                 |
| Dor II     | Gesang             | Caleb Bergen       | Sleepwalkers                                                                             |
| Dor II     | Gesang             | Mihu Ilie          | Abigail                                                                                  |
| Durere     | Gesang             | Irina Movileanu    | Ka Gaia An                                                                               |
| Durere     | Gitarre            | Mihai Dinuta       | Machiavellian God                                                                        |
| Durere     | Gitarre            | Indee Rehal-Sagoo  | Saturnus, Eye of Solitude                                                                |
| Durere     | Gitarre            | Emil Ciuperca      | -                                                                                        |
| Durere     | E-Bass             | Alex Costin        | Descend into Despair                                                                     |
| Durere     | Schlagzeug         | Luca Breaza        | Descend into Despair                                                                     |
| Durere     | Flöte              | Andrei Oltean      | Prohod, Lochrian Poem                                                                    |
| Despartire | Gitarre            | Mihai Dinuta       | Machiavellian God                                                                        |
| Despartire | Gitarre            | Alex Gheorghe      | Machiavellian God                                                                        |
| Despartire | E-Bass             | Alex Costin        | Descend into Despair                                                                     |
| Despartire | Flöte              | Andrei Oltean      | Prohod, Lochrian Poem                                                                    |
| Despartire | Schlagzeug         | „Casian“           | -                                                                                        |
| Despartire | Geige              | Corina Gheorghe    | Tiarra                                                                                   |
| Despartire | Gesang             | Aaron Stainthorpe  | My Dying Bride                                                                           |
| Despartire | Gesang             | Mick Moss          | Antimatter                                                                               |
| Despartire | Gesang             | Mihu Ilie          | Abigail                                                                                  |
| Desprins   | Gitarre            | Mihai Dinuta       | Machiavellian God                                                                        |
| Desprins   | Gitarre            | Alex Gheorghe      | Machiavellian God                                                                        |
| Desprins   | E-Bass             | Alex Costin        | Descend into Despair                                                                     |
| Desprins   | Flöte              | Andrei Oltean      | Prohod, Lochrian Poem                                                                    |
| Desprins   | Schlagzeug         | „Casian Vlad“      | -                                                                                        |
| Desprins   | Geige              | Corina Gheorghe    | Tiarra                                                                                   |

## Werk und Wirkung
Die Musik von Clouds gilt als Crossover aus  Melodic Death Doom und Funeral Doom mit je nach Veröffentlichung unterschiedlich starken Einflüssen aus dem Atmospheric Doom oder Gothic Metal. Als inhaltliche Konstante der Gruppe gelten Neagoes Texte von Verlust und Trauer. Die Musikpresse, vorwiegend Webzines, rezipiert die Veröffentlichungen der Gruppe zumeist positiv.
Neben dem inhaltlichen und musikalischen Zusammenhang des Œuvre der Band beginnen alle Albumtitel mit einem „D“. Neagoe nennt eine konzeptionelle Überlegung hinter der Wahl und äußert einen emotionalen Hintergrund den er, mit der Bitte um Verständnis, bewusst nicht näher ausführt.
Das Gros der Alben und Singles erschien als Musikdownload über Bandcamp und als CD im Selbstverlag. Vereinzelt kooperierte Clouds mit Labeln. So erschien das Debüt über Domestic Genocide Records und manche der nachkommenden Alben über The Vinyl Division als LP sowie ergänzte Wiederveröffentlichungen als CD über Personal Records. Zu vielen Erstveröffentlichung erschien hinzukommend eine streng limitierte Erstausgabe in einer handgefertigten Holz-Box.

### Stil
Die Band selbst ordnet ihre Musik als Melodic Death Doom ein. In Banddarstellungen und Besprechungen wird die Musik als Kombination aus Melodic-Death- und Funeral-Doom klassifiziert. Dem Webzine Doom-Metal.com zufolge vereint Clouds unterschiedliche Einflüsse und vertraute Elemente bekannter und an der Band beteiligter Interpreten des Death- und Funeral-Doom zu einem eigenen homogenen Klang. Dies Musik der Gruppe sei im Ergebnis atmosphärisch, langsam, und traurig. Stefan Nordström von Soliloquium beschreibt für seine Website Deathdoom.com die Musik als eine Kombination aus dem langsamen Tempo und den langen Stücken des Funeral Doom mit den Melodien und der Dynamik des Melodic Death Doom. Die Stück sind seiner Einschätzung nach „monumental traurig“. Die Musik paare die Geigen- und Pianoklänge von My Dying Bride mit der klagenden Atmosphäre des Funeral Doom formulierte Steel Druhm für Angry Metal Guy. Weitere Rezensenten verweisen hinzukommend auf Gothic Metal und Epic Doom als Nuancen der Musik.

### Inhalt
Clouds ist als Konzeptband angelegt. So thematisiert die Band auf jeder Veröffentlichung „unermesslichen Verlust und quälenden Herzschmerz“. Neagoe beschreibt den Stil als „einfache Musik“ deren konzeptioneller Zusammenhalt und Erfolg sich im Ausdruck der Trauer aus dem Verlust vertrauter und geliebter Menschen begründet liegt. Dieses zentrale Thema eint die beteiligten Musiker ebenso wie die gesamte Diskografie des Projektes. Er schreibt der Musik eine kathartische und therapeutische Funktion für sich und die Hörer zu.

### Rezeption
In der für das Webzine Doom-Metal.com verfassten Banddarstellung wird darauf verwiesen, dass Clouds den Ansprüchen an die Band und ihre Mitgliedschaft als Supergroup gerecht wird und die Gruppe die von ihr erwartete tragisch langsam schöne Musik spiele. Greg Kennelty bezeichnete Clouds für Metal Injection als „bei weitem eine der besten Bands, die es derzeit gibt“. Cody Davis, der für Metal Injection die wöchentliche Kolumne Funeral Doom Friday verfasste befasste sich im Rahmen seiner Kolumne regelmäßig mit Clouds und lobe die Entwicklung der Band als „unglaublich aufregend zu beobachten.“ Die internationalen Beteiligungen und die Musik des Projektes wertete er als eine „sich ständig weiterentwickelnde Hommage an Verlust und Saudade.“

„Over the years, each album, single, or EP sees the band further dive into sadness. Daniel Neagoe and company work through the turmoil of losing and missing loved ones. With each repetition, they refine their sorrow into a cathartic and atmospheric doom metal that rivals the classic 90's Peaceville era.“

„Mit jedem Album, jeder Single oder jeder EP tauchte die Band über die Jahre tiefer in Trauer. Daniel Neagoe und Band arbeiten sich durch die Turbulenzen des Verlustes von und der Trauer um geliebte Menschen. Mit jedem Schritt verfeinern sie ihre Trauer in einem kathartischen und atmosphärischen Doom Metal, der mit der klassischen 90er-Jahre-Peaceville-Ära konkurriert.“

Auch in Rezensionen einzelner Alben werden Einzelleistungen der Musiker ebenso wie die der Gruppe als zusammenhängende Band betont. Eine besondere Rolle wird hierbei Neagoes Songwriting zugesprochen. Das 2014 erschienene Debüt Doliu wurde so von Peter Mildner für Metal.de als „ein ausgezeichnetes Menü, das trotz der hochkarätigen Besetzung überraschenderweise hauptsächlich nach dem Rezept nur eines Mannes gekocht wurde: EYE OF SOLITUDEs Daniel Neagoe schneiderte seinen Mitstreitern ein Album auf den Leib, das die jeweiligen Nuancen ihrer Hauptbands pointiert bindet, ohne dabei einen gemeinsamen Geschmack zu vernachlässigen.“ Für Doom-Metal.com beschrieb Chris Hood Doliu als ein perfektes und makelloses Album, das Vergleichen strotzt und vergab mit zehn von zehn möglichen Punkten die Höchstnote. Weitere Rezensionen lobten die Veröffentlichung als „düster und melancholische Musik“ von hoher Qualität. Das Album zu hören bedeute „sich auf einer harte Reise durch Pfade der Verwüstung, der Angst und Verzweiflung zu verlieren.“ Departe aus dem Jahr 2016 nahm die Rezeption ebenso überschwänglich auf. Obwohl kritisiert wurde, dass dem Album „der Übersong, den das Debüt noch hatte“ fehlt, erklärten Kritiker wie Stefan Nordstöm für Deathdoom.com oder T.V. für Terra Relicta zu einem der Alben des Jahres. Und Luigi ‚Gino‘ Schettino bezeichnete Departe für Metal.it als ein Album ohne Schwachpunkte, und Gabriele Zolfo für Metalized für eines mit kaum noch verbleibenden Schwachpunkten. Auch Kris Clayton lobt Departe in seiner für Doom-Metal.com verfassten Besprechung mutmaßt jedoch, dass Departe hinter seinen Möglichkeiten bleibe.

„‚Departe‘ carries on where ‚Doliu‘ left off. The songs are universally gorgeous and evocative, the depth of the sounds instantly takes you on a journey if you close your eyes and let it carry you.“

„Departe beginnt wo Doliu endete. Die Songs sind universell wunderschön und eindrucksvoll. Wenn Du die Augen schließt und Dich treiben lässt nimmt Dich der die Tiefe des Klangs sofort mit auf die Reise.“

Die EP Destin wurde im Verhältnis zu den Alben nur geringfügig beachtet. In den Rezensionen für das niederländische Zware Metalen und das belgische Grimm Gent wurde Destin dennoch zu einem makellosen Album und einer der besten Veröffentlichungen des Jahres erklärt. Auch auf das 2018 veröffentlichte Dor reagierte die Presse entsprechend. Dor wurde von Cody Davis für Metal Injection ebenso hoch gelobt wie in weiteren Besprechungen. Neben der Einschätzung, es sei das beste Album des Jahres, hieß es, dass Destin eine katharsische emotionale Erfahrung darstellt. Mit Durere, das 2020 erschien, setzte sich die positive Resonanz fort. In einer für Neckbreaker verfassten Besprechung nannte Anne es „ein Album geworden, das sehr, sehr persönlich ist, mit dem sich aber dennoch fast jeder identifizieren kann“. Kieran beschrieb Duerer für das Blessed Altar Zine als „eines der emotionalsten Alben“ überhaupt.